# Tafea Football Club
Il Tafea Football Club è una società calcistica di Port Vila, capitale di Vanuatu. I suoi colori sociali sono il rosso e il blu.
Da quando la Federazione calcistica di Vanuatu organizza il campionato nazionale di calcio (1994) il Tafea ha vinto 15 delle 25 edizioni disputate. Con 15 vittorie consecutive il Tafea FC detiene il record del mondo di vittorie consecutive del proprio campionato.

## Palmarès
- Campionato di Vanuatu: 16
1994, 1995, 1996, 1997, 1998, 1999, 2000, 2001, 2002, 2003, 2004, 2005, 2006, 2007, 2008-2009, 2018-2019
- VFF Bred Cup : 2
2005, 2009

## Record
Con 15 vittorie è la squadra con il maggior numero di titoli nazionali vinti consecutivamente.